# Арган, Джулио Карло
Джулио Карло Арга́н (итал. Giulio Carlo Argan; 17 мая 1909, Турин, Италия — 12 ноября 1992, Рим) — итальянский историк искусства и политик, один из ведущих представителей современного классического искусствоведения и художественной критики. Первоначально придерживался фашистских идей, позже стал коммунистом.

## Биография
Родился в Турине, учился в Туринском университете, который окончил в 1931 году. В 1928 году вступил в Национальную фашистскую партию. В 1930-х годах работал в Управлении национального искусства и древностей, сначала в Турине, а затем в Модене и Риме, где он сотрудничал с Istituto Centrale ди Restauro и редактировал журнал Le Arti. Его карьере способствовала и дружба с фашистским лидером Чезаре Мария Де Векки, в то время министром образования.
В 1938 году он опубликовал руководство по преподаванию искусства для школ, в 1940 году сотрудничал с журналом Primato. После Второй мировой войны преподавал в университетах Палермо, а с 1959 года в Риме. Арган был членом Высшего совета древностей и изящных искусств (предшественник Министерства культуры), в котором оставался до 1974 года. В 1968 году он опубликовал свою самую известную работу, Storia dell’Arte Italiana. В 1973 году он основал ISIA, старейшее учреждение Италии в области промышленного дизайна.
В период между 1976 и 1979 годами Арган был первым мэром Рима — коммунистом (и вообще первым в истории республиканской Италии градоначальником столицы, не принадлежащим к христианским демократам). Во время его каденции много внимания уделялось развитию культуры, за что отвечал архитектор-коммунист Ренато Николини.
Большое историческое значение имели встречи коммунистического мэра с тремя папами: в 1976 и 1977 годах с папой Павлом VI, с которым они были знакомы со времён войны, и в 1978 году с папами Иоанном Павлом I (это был его единственный визит в качестве понтифика куда-либо за границы Ватикана) и Иоанном Павлом II. Ушёл в отставку 27 сентября 1979 года, объяснив её ухудшающимся здоровьем; ему наследовал товарищ по итальянской компартии Луиджи Петроселли.
В 1983—1992 годах был сенатором в составе прокоммунистической парламентской фракции «Независимые левые». В 1991 году выступил соучредителем Ассоциации имени Бьянки-Бандинелли. В 1991—1992 годах входил в состав «теневого правительства» Демократической партии левых сил в качестве теневого министра культурного и природного наследия.
Был избран иностранным почётным членом Американской академии искусств и наук в 1992 году. Умер в Риме.